# Динамичен обхват
Динамичен обхват (също динамичен диапазон) е съотношението между най-голямата и най-малката възможна стойност на нещо променливо, примерно звук, светлина, аналогов или цифров сигнал. Обикновено се измерва, като съотношение, други мерни единици са децибели, стопове – EV и логаритмична скала. 

## Фотография
Във фотографията динамичният обхват, от една страна, описва отношението на най-тъмния и най-светлия обект в една фотографирана сцена, а от друга – диапазона на яркостните стойности, които определена цифрова камера или филм могат да документират. И като продължение на този принцип – устройствата за възпроизвеждане също има някакъв специфичен динамичен обхват.
Широко прието е, че сензорите на цифровите апарати имат нисък динамичен обхват, сравнени с човешкото зрение. Истината е много по-сложна... От една страна ако снимка е направена с относително добра техника, най-тесният динамичен обхват в пресъздаването на сцена е във фазата на възпроизвеждането, тоест в монитора, дисплея, проектора или разпечатката, а не при заснемането или обработката на снимката. На второ място, като стеснение на динамичния обхват имат широко разпространените формати за пренос на снимки, и най-вече JPEG. Много често суровите цифрови файлове (с разширение raw, arw, nef ...) имат по-голям динамичен обхват от моментно състояние на човешко око при същите условия, но начинът, по който човешкото зрение възприема сцени от реалността и снимки, коренно се различава, а това внася задълбочена граница между двете. Поради това опростено обяснение сравнението с човешко зрение е неправилен подход и за пресъздаване на сцена трябва да се взема предвид реалният, обективен динамичен обхват на самата сцена.
Динамичният обхват на CCD и CMOS сензорите се определя на първо място от капацитивността на фотозоните, тоест колко фотона може всеки един пиксел да регистрира за продължителността на една експозиция. Най-простото, но не задължително вярно обяснение е, че пиксел с капацитивност от приблизително 65500 електрона може да възпроизведе 16 стопа динамичен обхват. Това опростено обяснение се отрича автоматично от няколкото закона и правила за обработка на сигнали и се налагат загуби на информация от шум, аналогово цифрово преобразуване, наложени хардуерни или софтуерни рестрикции (ограничения), наличието на неправилни обработки и т.н.
При цифровата фотография няколко основни фактора определят динамичният обхват на цялата система, на първо място е електронния сензор, а неговият динамичен може да варира драстично според камера от нищожни 256 стойности на пиксел при много евтините фото решения от близкото минало, през различни дълбочини от порядъка на 20 до 70 хиляди фотона на пиксел но в комбинация със загуба на информация заради Баеровата матрица, налична в огромна част от сензорите и дори три семпъла по 40 хиляди фотона на всеки пиксел от сензорите Foveon от близкото минало. При цифровата фотография най-големия динамичен обхват е при номинално усилване – „основно ISO“ и в някои случаи при „разширено ISO“, но последното обикновено е симулирана ниска чувствителност, което се измерва и сравнява трудно. При тези стойности на усилването (основно ISO) пикселите в най-осветените части на успешно подбрана проекция, примерно ярко небе, се експонират много близко до насищане, но без пренасищане, казано на жаргон – да не изгорят. Този тип експозиция, известна, като ETTR – експониране надясно, e похват от първите години на цифровата фотография и позволява на по-малко осветените зони, примерно сянката на човек в кадър, да съберат максималния възможен брой фотони на пиксел и така да се падат над границата 0Db общоприета за гранична при съотношението сигнал/шум. При автоматично мерене камерите се стремят към 17 – 19% процента сиво в комбинация с други заложени ограничения и не могат да се възползват от потенциала на сензора. Разликата между автоматично мерене и ETTR e между 2/3 и 2 стопа динамичен обхват според модела и източниците. С увеличаването на исото шума в тъмните участъци на образа се увеличава и при съвременните фотоапарати динамичния обхвата пада с около 0,8 стопа на всяко удвояване на исото над основното. Горното се отнася за недоекспонираните участъци на снимката, а в другата крайност – поради преекспониране, пренаситените участъци на образа губят информацията за фотоните надхвърлили капацитивния лимит на пикселите в сензора и това отрязва от динамичния обхват в горната част на обхвата. Динамичния обхват се стеснява драстично при конвертиране в камерата на суровия образ в JPEG.